# Neonoir
Neo noir is een filmstijl waarbij de karaktertypen, plotelementen, setting en/of visuele stijl van de klassieke film noir vermengd worden met andere filmgenres, thema's en visuele elementen die ontbreken bij films noirs van voor 1958.
De term film noir wordt namelijk meer gereserveerd voor specifieke films uit de periode 1941 (The Maltese Falcon) tot 1958 (Touch of Evil). De vermenging van elementen van film noir met die van de cyberpunk, een subgenre uit de sciencefiction, wordt ook wel aangeduid met de term tech noir.

## Neo noirs
- The Killers (1964)
- Harper (1966)
- Marlowe (1969)
- Klute (1971)
- Shaft (1971)
- The Long Goodbye (1973)
- Chinatown (1974)
- The Yakuza (1974)
- Night Moves (1975)
- Farewell, My Lovely (1975)
- The Big Sleep (1978)
- Body Heat (1981)
- The Postman Always Rings Twice (1981)
- Hammett (1982)
- The Two Jakes (1990)
- The Last Seduction (1994)
- L.A. Confidential (1997)
- The Man Who Wasn't There (2001)
- Motherless Brooklyn (film) (2019)
- Nightmare Alley (2021)

### Cross-overs met dekomedie
- Dead Men Don't Wear Plaid (1982)
- Shadows and Fog (1991)
- The Big Lebowski (1998)
- Goodbye Lover (1998)
- Spring Breakers (2012)
- The Nice Guys (2016)

### Cross-overs met dewestern
- Unforgiven (1992)
- No Country for Old Men (2007)

### Cross-overs metsciencefiction(tech noir)
- Alphaville, une étrange aventure de Lemmy Caution (1965)
- Blade Runner (1982)
- The Terminator (1984)
- Total Recall (1990)
- 12 Monkeys (1995)
- Dark City (1998)
- The Matrix (1999)
- Minority Report (2002)
- Blade Runner 2049 (2017)

### Cross-overs met depsychologische thriller(psycho noir)
- The Conversation (1974)
- Taxi Driver (1976)
- Blow Out (1981)
- Blood Simple (1984)
- Blue Velvet (1986)
- Angel Heart (1987)
- Homicide (1991)
- Naked Lunch (1991)
- Basic Instinct (1992)
- Se7en (1995)
- Lost Highway (1997)
- Fight Club (1999)
- Memento (2000)
- Mulholland Drive (2001)
- Drive (2011)
- Only God Forgives (2013)

### Cross-overs met deaction comic
- Dick Tracy (1990)
- Cool World (1992)
- Sin City (2005)
- The Spirit (2008)
- The Dark Knight (2008)
- Watchmen (2009)